# 13915 Yalow
13915 Yalow eller 1982 KH1 är en asteroid i huvudbältet som upptäcktes den 27 maj 1982 av de båda amerikanska astronomerna Carolyn S. Shoemaker och Schelte J. Bus vid Palomar-observatoriet. Den är uppkallad efter nobelpristagaren Rosalyn Yalow.